# Tenda-hágó
A Tenda-hágó, olaszul: Colle di Tenda, franciás névformája Tende-hágó, franciául: Col de Tende, ejtsd  [ tɑ̃d ], Roya-völgyi brigasque/brigasco dialektusban Cola dë Tenda, piemonti nyelvjárásban Col ëd Tenda, egy 1871 m magas hegyi hágó a Nyugati-Alpokban, a Tengeri-Alpok és a Liguri-Alpok csoportjai között, mely összeköti egymással az olaszországi Limone Piemonte és franciaországi Tende településeket. Régóta használt alpesi átkelőhely, gyalogos és málhás út. A régi út alatt a 19. század végén közúti és vasúti alagút is épült, melyeken át jelentős forgalom zajlik.

## Fekvése
Földrajzi értelemben a hágó a Ligur-tenger partjához viszonylag közel, légvonalban mintegy 40 km-re található. Helyzetéből adódóan a Délnyugati-Alpok egyik legsűrűbben használt átjárója. A 2173 méter magas Salanta-csúcs (cime de Salante) és a 2207 méter magas Vörös Sarkantyú-csúcs (cime du Bec Roux) csúcs között fekszik. A hágó összeköti egymással a franciaországi Roya folyó völgyét (a déli oldalon) és az olaszországi Vermenagna-völgyet északon. A hágóban találkozó két völgy elválasztja egymástól egyfelől a délnyugati (francia) Tengeri-Alpok csoportjait, közelebbről a Mercantour-Argentera masszívumot, másfelől az északkeleti (olasz) Liguri-Alpok csoportját
A francia oldalon a Roya (ókori latin nevén Rotuba) folyó a Tende hágóban, 1871 méter magasságban ered, Tende község közigazgatási területén. Észak-déli irányban folyik, teljes hossza mintegy 60 km, ennek felső kétharmadán Franciaország (Alpes-Maritimes megye) területén, mély szurdokvölgyben halad, utolsó 20 km-es szakaszán Olaszországban (Piemontban) folyik dél felé, és Ventimiglia közelében ömlik a Ligur-tengerbe.
Az olasz oldalon a Vermenagna-völgy (Val Vermenagna) névadója, a Vermenagna hegyi patak (torrente) a hágó fölött, 2000 m magasságban ered, észak-északkeleti irányban átfolyik Limone Piemonte községen, mintegy 20 km-es út után Roccavione községnél egyedül a Robilante patakkal, majd Borgo San Dalmazzo település közelében, 610 méter magasságban a Gesso folyóba torkollik. A Gesso kilép a Pó-síkságra és a Pó folyóba torkollik, mely az Adriai-tengerbe ömlik.

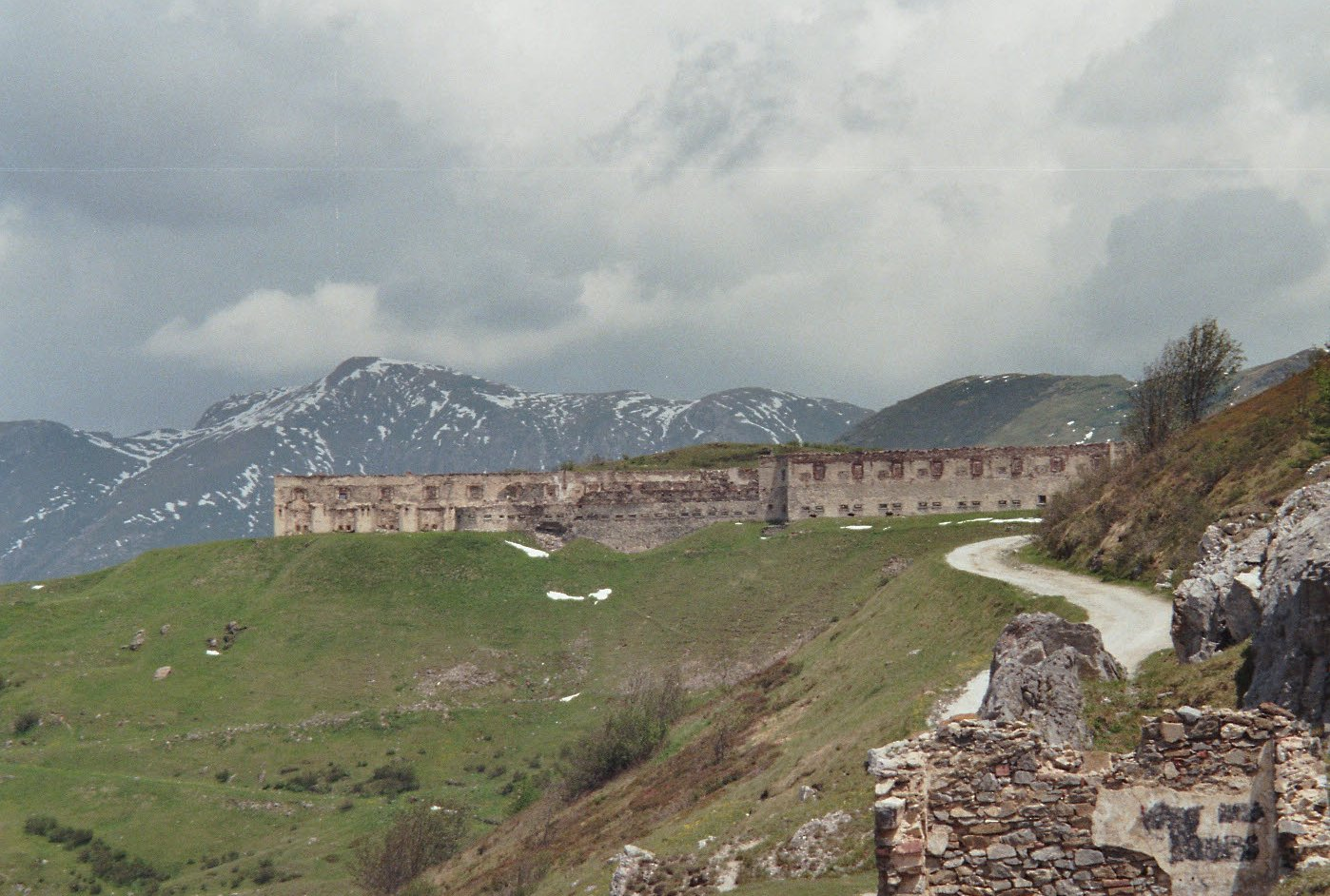
A Központi Erőd a Tende-hágótól keletre

A Tenda-hágó a két folyó közti vízválasztón fekszik. A Vermenagna-völgy felső szakasza természetvédelmi terület, a Parco Naturale delle Alpi Marittime olasz natúrpark része.
A hágó útja stratégiailag fontos átkelő az Nyugati-Alpok főgerincén, hatalmi érdekszférák ütközőpontján fekszik, 1860 előtt Franciaország és a Szárd-Piemonti Királyság, azóta Franciaország és Olaszország között. A hágó ellenőrzésére az olasz oldalon hegyi erődök épültek. A második világháború végétől – az 1947-es párizsi békeszerződés alapján – az államhatár vonala nem pontosan a hágótetőn halad át, hanem attól északra és keletre, így maga a hágótető és az olasz erődök is francia államterületre kerültek. Ma elhagyottan állnak. A hágó egyik látványossága a Központi Erőd (Fort Central).

## Történelme

### Ókor
Az átjárót ősidők óta ismerték. Sztrabón ógörög földrajztudós már az i.sz. 1. század elején leírta a Tirrén-tenger közelében fekvő hágót, hivatkozva Polübiosz listájára, amelyben utóbbi az alpesi átjárókat sorolta fel.
A Római Köztársaság idején már Corneus vagy Corneum néven ismerték a korabeli latin nyelvjárásokban. A nevet a latin „corneus” (tülök, kornéta, szaru) szóra vezetik vissza. A Római Birodalomban a „Corneus-hágó” a Gallia Cisalpina és Gallia Narbonensis provinciák közötti határ egyik ellenőrzőpontja volt. Marcus Terentius Varro is írt róla, akit Servius Maurus Honoratus idéz. Még a korai középkorban is e néven nevezték.
402-ben, amikor Flavius Stilicho római hadvezér a pollentiai csatában leverte Alarik nyugati gót királyt, a vert sereg egy része a hágón át jutott vissza Galliába. (A római Pollentia ma Pollenzo, Bra város frakciója).

### Középkor
663-ban a longobárdok (lombardok) ellen vívott asti csatából a frank csapatok a hágón át vonultak vissza. Tende/Tenda település nevét először 690-ben említik a krónikák.
1041-ben III. Henrik német-római császár Asti püspökét megerősítette a hágó birtokosaként. A hágót Tende névvel először 1178-ban jelölték, a Ventimigliából a Borgo San Dalmazzóba vezető, gondozott hegyi út leírásában. Az utat, más hasonló útvonalakhoz hasonlóan strata salis-nak, azaz „só-út”-nak nevezték. A hágó birtoklása jelentős jövedelmet biztosított Tenda grófjainak, a ventimigliai Lascaris (Laszkarisz) családnak. A kereskedőút biztonsága érdekében a Laszkariszok 1279-ben szerződést kötöttek a cuneói magisztrátussal a hágón át vezető út őrzésére és karbantartására.
A középkor folyamán a Pó-síkság felé sót szállító kereskedők finanszírozták a hegyi utak gondozását, javítását. A Roya völgye felvirágzott a Tenda grófjai által ellenőrzött karavánút forgalmából. Évente 10 000 málhás öszvér haladt át a hágón. A 15. század elején a Savoyai-ház megszerezte Piemontot, ezzel uralta az Alpok mindkét oldali lejtőjét. Az út fontossága megnőtt. Erősödött a fosztogató útonállók tevékenysége is, az út állapota romlani kezdett. Rendbetételéről 1436–1448 között I. Lajos savoyai herceg gondoskodott. A Nizza, Menton és Ventimiglia felől érkező déli hágóút kapacitását a saorge-i szurdokvölgy kiszélesítésével növelték, a munkát aknarobbantásokkal végezték. Egy legenda szerint 1480-ban itt kelt volna át II. Mehmed oszmán szultán, a Jeruzsálemi Szent János Ispotályos Lovagrend (1530-tól máltai lovagrend) tagjainak kíséretében, hogy találkozzék VIII. Károly francia királlyal és I. (Harcos) Károly savoyai herceggel.

### Újkor
A hágó útja a Savoyai-birtokok (États de Savoie) fontos közlekedési útvonala volt. A kereskedők mellett inváziós csapatok átvonultak rajta: 
- 1524-ben erre vonult vissza az itáliai háború sesiai csatájában vereséget szenvedett I. Ferenc francia király, nyomában az üldöző a császári és spanyol csapatokkal, akik rövidesen ostrom alá fogták Marseille-t. A várost a franciák nehezen tudtak megvédeni.
- 1536-ban Ferenc király elfoglalta Piemontot, és csapatokat hagyott a Larche-hágóban (Magdolna-hágó). III. Károly savoyai herceg szövetségese, V. Károly császár a Larche-hágót kikerülve a Tenda-hágón át jött át és elfoglalta Provence francia tartományt.
- 1557-ben Charles de Cossé, Brissac grófja itt vonult át Cuneo (Coni) ostromára.
- 1591-ben I. Károly Emánuel savoyai herceg Piemontból jövet erre vonult Nizza és a Dauphiné elfoglalására, a területeket Lesdiguières herceg, francia főparancsnok sikerrel védelmezte. Hasonló hadjáratok folytak 1597-ben és 1601-ben is.

Az 1590-es években Savoya hercegei megerősítették és kocsiúttá szélesítették a Tenda-hágó útját, hogy a fogatolt tüzérséget is elbírja.
1614-ben, I. Károly Emánuel savoyai herceg uralkodása alatt tették az első kísérletet egy hegyi alagút fúrására. A pénzhiány miatt félbehagyott építkezés nyomai ma is láthatók az olasz oldalon. A helyi lakosság e művet tévesen „Napóleon-galériának” nevezi, ez a név szerepel a térképeken is. Alagút helyett a hágó régi útját igyekeztek jó karban tartani, ennek nyomán 1627-től kezdve Nizza és Torino (a főváros) között heti rendszerességgel postajárat indulhatott. 1682-ben Marie-Jeanne-Baptiste de Savoie, II. Károly Emánuel herceg özvegye, a hercegség régense a szerpentin több kanyarját átépíttette.
A spanyol örökösödési háború során, 1703-ban a francia hadsereg, Nizza elfoglalása után Torino ostromára érkezett a hágón át. 1706-ban, a torinói csata után is erre vonultak vissza. 1707. július 4-én az osztrák–szárd csapatok itt keltek át, Toulonnál elszenvedett vereségük után. A hágót rendszeresen használták a lengyel örökösödési háború (1733-1738) és az osztrák örökösödési háború hadjárataiban. A só- és élelmiszer-kereskedelem keretében évente 30 000 öszvér és 16 000 egyéb málhás állat kelt át a hágón.
1782-ben III. Viktor Amadé szárd–piemonti király jelentős építkezéseket rendelt el. Ekkor alakult ki a Nizza–Cuneo útvonal máig használatos nyomvonala. A hágó útját alkalmassá tették négylovas postakocsik (delizsánszok) közlekedésére. Állandó őrszolgálatot állítottak fel a hágóra vezető mindkét oldali szerpentinjén, hogy a bajba került utazókat segítsék. (Ez az útellenőrző szolgálat ma is működik). Télen a hó fedte hágón csak hordszéken vagy szánnal lehetett átkelni.
1794-ben Claude Dallemagne francia tábornok elfoglalta a hágót, a francia forradalom csapatai megszállták a Szárd-Piemonti Királyságot. 1795-ben visszaverték Colli-Marchi szárd tábornok 1400 emberrel indított támadását. 1799-ben Gorup tábornok osztrák és szárd csapatai kiszorították a francia Lesuire-dandárt, azonban Garnier francia tábornok rövidesen ismét elfoglalta a Tenda-hágót, a délebbre fekvő Sabion-hágóval együtt.

### 19. század

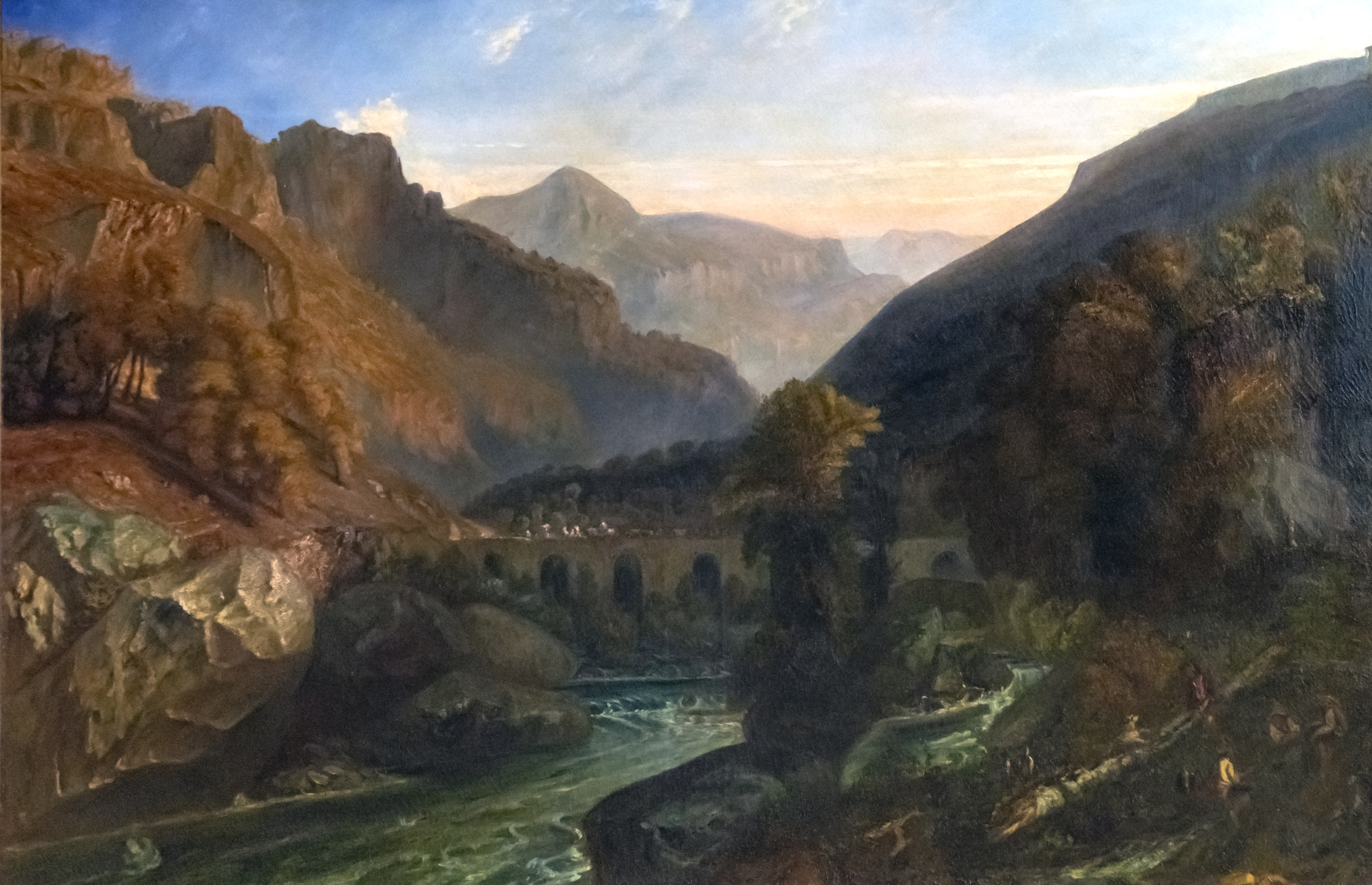
Paul Huet festménye a Tenda-hágó környékéről (1849)

1815-ben a bécsi kongresszus határozata Genovát Szárd–Piemonthoz csatolta, ezzel megnyílt a tenger partján át vezető kerülőút, amely egész éven át biztonságos közlekedést nyújtott. A hágó útjának kereskedelmi jelentősége csökkent, katonai jelentősége viszont az olasz, majd a német egység megvalósulása, és a nagyhatalmi konfrontáció miatt megnőtt. A hágó olasz (piemonti) oldalán hegyi erődök épültek, a dél felől várt francia fenyegetés elhárítására. 1881-1885 között megépült a Központi (vagy Felső) Erőd, majd 1877-1880 között további erődrendszer, a hegység főgerincén. A hegységben alapos geológiai kutatások kezdődtek, ezek eredményeire támaszkodva 1882-ben 1750 m magasságban elkészült a közúti alagút, majd 1898-ban a vasúti alagút is.

### 20. század
1945. április 25-én a Szabad Francia Erők 1. hadosztálya elfoglalta a hágót és az alagutat is. 1947. szeptemberében hatályba lépett a párizsi békeszerződés, mely helyt adott De Gaulle követelésének, hogy háborús jóvátétel címén a francia határ vonalát az Alpok főgerincén túlra helyezzék át. Olaszország e határszakaszát északabbra tolták, Tenda (Tende) és La Brigue községek Franciaországhoz kerültek. (Ez a terület korábban a Nizzai Grófsághoz tartozott, de az Olasz Királyság annektálta.). A határmódosítással Franciaország birtokába került a régi olasz erődrendszer is.

## Közlekedése
A hágó a Nizza–Cuneo közötti közúti főirányban fekszik. Francia oldalról, Nizza felől a D2204-es út vezet az Alpok felé. Sospel térségében ebbe délről becsatlakozik a Mentonból felvezető D2566-os út. A D2204 tovább halad a Roya folyó völgyében északkelet felé, Breil-sur-Roya községnél dél felől belecsatlakozik a Fanghetto határállomástól jövő francia D6204-es út, mely a dél felől, Ventimigiából feljövő olasz SS-20-as olasz főútvonal folytatása. Breil-sur-Roya után a D6204-es út a Saorge-i kanyonban, Le Prieurén keresztül éri el Tende községet, majd áthalad a hágó alatti 2,6 km hosszú közúti alagúton, amely északon, Piemontban, Panice Soprana településnél bukkan elő. Innen az olasz SS-20-as út vezet Limone Piemontén át Cuneóba.
A francia oldalon a kopott burkolatú régi hágóút mintegy 200 méterrel a közúti alagút déli bejárata előtt kezdődik. Innen 46 meredek hajtűkanyar következik, az út 7,5 km hosszú szakasza 800 méter szintkülönbséggel (11 %-os átlagos meredekséggel) kapaszkodik fel a hágóba. Az északi lejtőn az út legfelső 600 méteres, burkolat nélküli szakasza még francia területen halad. Olasz oldalon aszfaltozott szerpentinút kezdődik, mintegy 12 látványos hajtűkanyarral, ez az alagút északi kijáratától mintegy 1,5 km-re csatlakozik vissza az SS-20-as főútba.
A Ventimiglia–Cuneo közötti vasútvonal egy szakasza francia területen halad, érinti Breil-sur-Roya állomást, 1270 m magasságbanátmegy a Tenda-hágó (1871 m) alatti vasúti alagúton (menetidő kb. 3,5 óra). A Nizzából induló vasútvonal (ligne de Tende) végállomása Breil-sur-Roya, innen a ventimigliai vonatra (vagy buszra) átszállva lehet eljutni Cuneóba (menetidő kb. 4 óra 45 perc). A Tenda alatti vasúti alagút 8 km hosszú, 1889–1898 között épült, és közel párhuzamosan halad a közúti alagúttal.

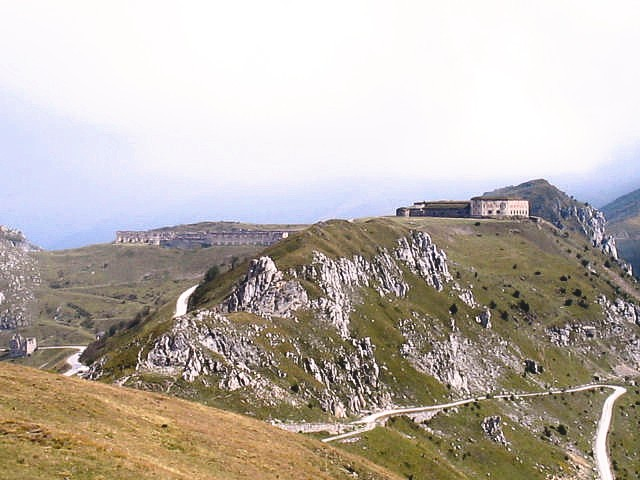
A hágót őrző régi erődök
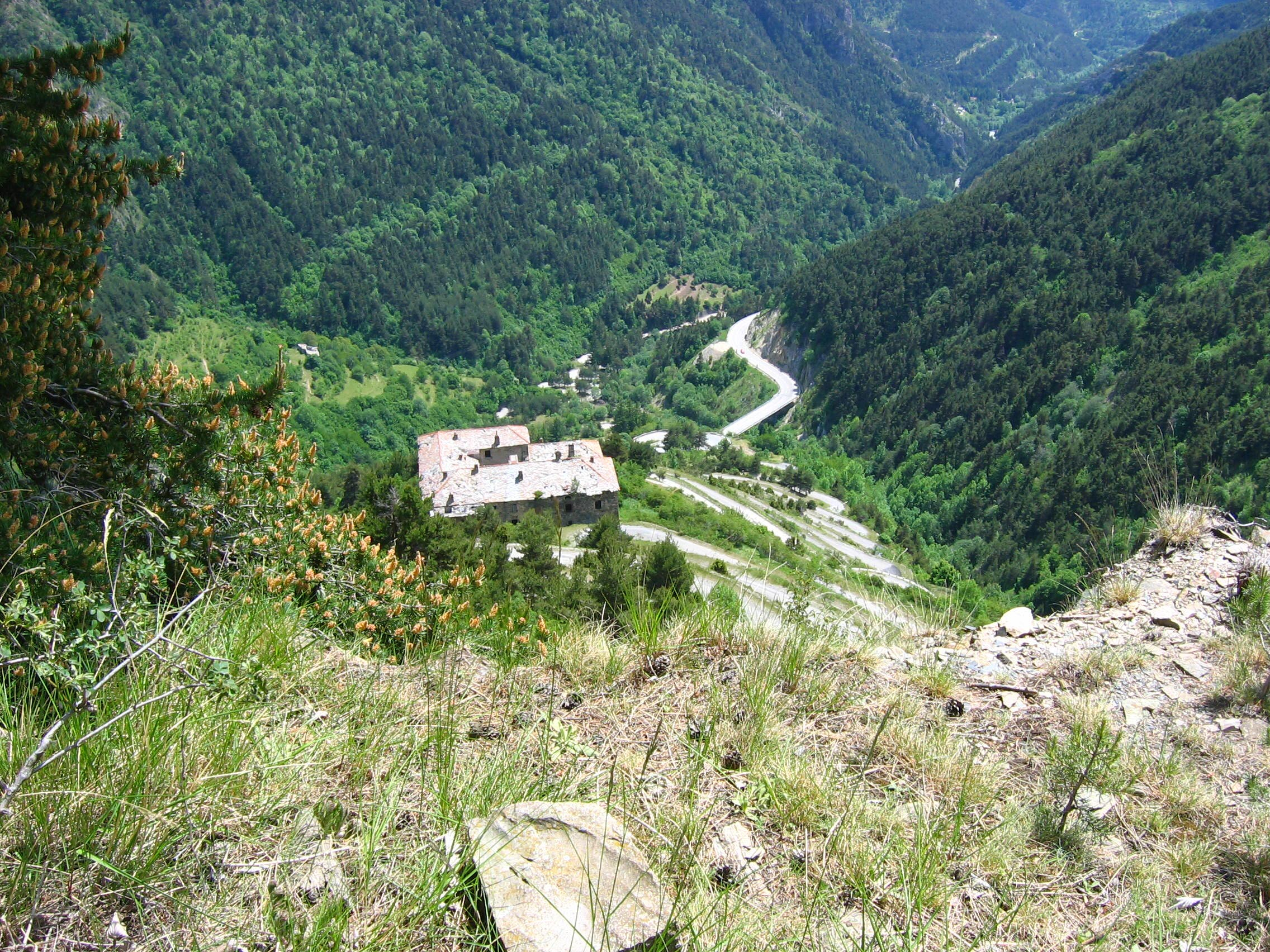
A hágó útja a francia oldalon
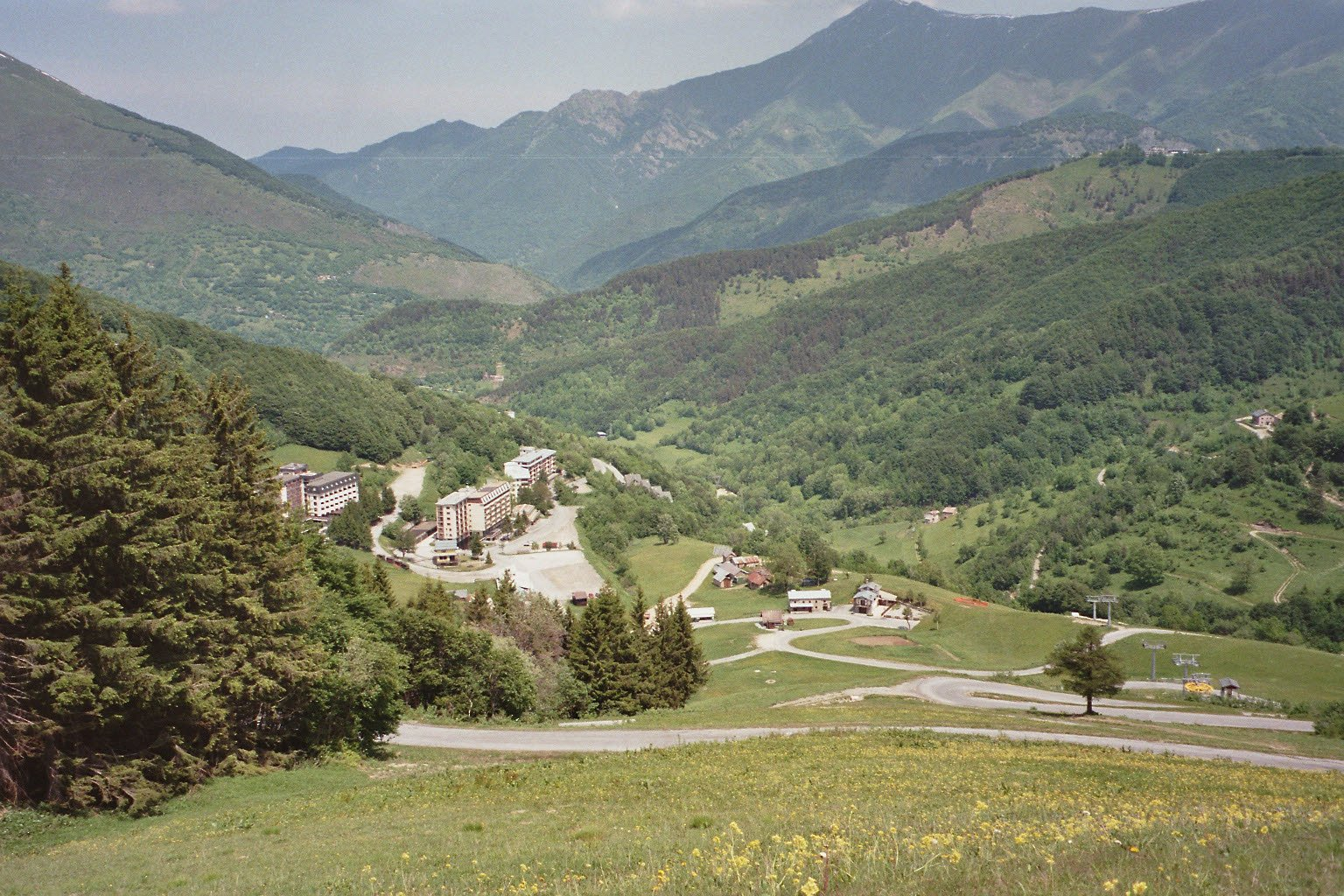
Olasz hágóút, Limone Piemonte turistaközpont

## Turizmus, sport
A hágó északi oldalán számos gyalogösvény található, melyek egykor katonai jelentőségű járőrutak voltak, manapság túraösvények. Ezeken elérhetők a szomszédos, gyalogosan járható alpesi hágók (Perle-hágó, Boaïre-hágó) és bejárható a Marguareis-hegycsoport.